# 6 mars 1969

## Naissances
- Tari Phillips, joueuse américaine professionnelle de basket-ball
- Kory Kocur, joueur professionnel de hockey sur glace
- Amy Pietz, actrice et productrice américaine
- Milenko Topić, joueur serbe de basket-ball
- Nikolaj Koppel, musicien, journaliste, animateur de radio et présentateur de télévision danois
- Andrea Elson, actrice américaine
- Antonio Cermeño, boxeur vénézuélien
- Moussa Saïb, footballeur international algérien
- Adam Fogerty, acteur, joueur de rugby et boxeur britannique
- Jean-Marc Caron, parapentiste français
- Tsering Wangmo Dhompa, écrivain et la première poétesse tibétaine à être publiée en anglais
- Tatiana Boulanova, chanteuse russe
- Nicholas Rogers, acteur et mannequin australien
- Guillaume de Fontenay, réalisateur, metteur en scène et scénographe québécois

- Cass Ole (mort le 29 juin 1993), étalon arabe texan, particulièrement connu pour avoir tenu le rôle de « Black »

## Décès
- René Barbier de la Serre (né le 27 juin 1880), prélat français

## Autres événements
- Premier test de Primary Life Support System lors de la mission Apollo 9

- Sortie du film Un certain jour